# Lake Junaluska
Lake Junaluska is een plaats (census-designated place) in de Amerikaanse staat North Carolina, en valt bestuurlijk gezien onder Haywood County.

## Demografie
Bij de volkstelling in 2000 werd het aantal inwoners vastgesteld op 2675.

## Geografie
Volgens het United States Census Bureau beslaat de plaats een oppervlakte van
15,1 km², waarvan 14,3 km² land en 0,8 km² water.

## Plaatsen in de nabije omgeving
De onderstaande figuur toont nabijgelegen plaatsen in een straal van 16 km rond Lake Junaluska.